# Jan Warjan
Jan Marian Warjan (ur. 5 lutego 1957 w Szubinie) – polski rolnik i polityk, poseł na Sejm X kadencji.

## Życiorys
Ukończył w 1975 zasadniczą szkołę budowlaną. Prowadzi indywidualne gospodarstwo rolne w Mamliczu. W 1980 wstąpił do Zjednoczonego Stronnictwa Ludowego, był delegatem na IX Kongres partii. W 1987 został prezesem ZSL w Mamliczu, pełnił następnie tę funkcję w Polskim Stronnictwie Ludowym „Odrodzenie” i Polskim Stronnictwie Ludowym. Pełnił również funkcję przewodniczącego Wojewódzkiego Zarządu PSL w Bydgoszczy i członka Rady Naczelnej. Dołączył do Niezależnego Samorządnego Związku Zawodowego „Solidarność” Rolników Indywidualnych.
W 1989 uzyskał mandat posła na Sejm kontraktowy, wybranego w okręgu inowrocławskim z puli ZSL. W drugiej turze wyborów pokonał dotychczasowego parlamentarzystę ZSL, Zenona Bartkowiaka. Zasiadał w Komisji Polityki Społecznej i Komisji Ustawodawczej. Na koniec kadencji należał do Klubu Chrześcijańsko-Ludowego, organizowanego głównie przez stronników Romana Bartoszczego, którzy odeszli z PSL i założyli Polskie Forum Ludowo-Chrześcijańskie „Ojcowizna”. W 1991 bez powodzenia ubiegał się o reelekcję z ramienia Porozumienia Ludowego. Później wycofał się z działalności politycznej. W 2010 bez powodzenia kandydował z ramienia lokalnego komitetu do rady gminy Barcin. W 2024 wystartował do rady powiatu żnińskiego z ramienia Trzeciiej Drogi.
W 1987 za zasługi dla rozwoju rolnictwa został odznaczony Brązowym Krzyżem Zasługi, a w 2005 Srebrnym Krzyżem Zasługi.